# Somló Erzsi
Somló Erzsi (Nagykanizsa, 1877 – Buenos Aires, 1968) magyar költő, műfordító.

## Életútja, munkássága
Tárcái, novellái a Budapesti Hírlap, Ország-Világ, Új Idők, Szegedi Napló, Szabadság, Jövendő c. lapokban jelentek meg. Kapcsolatot tartott Kiss Józseffel és Adyval; amikor 1909-ben a Nyugat Temesváron, a Városi Vigadóban matinét rendezett, a városba jött írók vendéglátója volt. Az első világháború után főleg a Temesvári Hírlap és a Temeswarer Zeitung közölte írásait. Spanyol, francia és német írók műveit fordította magyarra. A temesvári Arany János Társaság tagjaként több előadást és felolvasást tartott.
Prózaversei A szív meséiből címmel jelentek meg kötetben 1905-ben Budapesten.